# Futsal aux Jeux de la Lusophonie 2009
Navigation
Édition précédente
En 2009, la seconde édition du Futsal aux Jeux de la Lusophonie a eu lieu du 12 au 17 juillet 2009 à Lisbonne, au Portugal. 
La compétition a été organisée par la ACOLOP.
Le Brésil remporte pour la seconde fois le titre en remportant les 4 rencontres.

## Tournoi

### Format championnat

#### Classements et résultats
| Rang | Équipe               | J | V | N | D | BM | BE | DB  | Pts |
| ---- | -------------------- | - | - | - | - | -- | -- | --- | --- |
| 1    | Brésil               | 4 | 4 | 0 | 0 | 33 | 2  | +31 | 12  |
| 2    | Portugal             | 4 | 3 | 0 | 1 | 20 | 3  | +17 | 9   |
| 3    | Angola               | 4 | 2 | 0 | 2 | 14 | 11 | +3  | 6   |
| 4    | Guinée-Bissau        | 4 | 1 | 0 | 3 | 7  | 26 | -19 | 3   |
| 5    | Sao Tomé-et-Principe | 4 | 0 | 0 | 4 | 5  | 37 | -32 | 0   |

| 12 juillet 2009 | Portugal                                                                                                  | 14 – 1 | Sao Tomé-et-Principe | MEO Arena, Lisbonne, Portugal |                            |
|                 | Ricardo Fernandes ? · Fabio Aguiar ? · David ? · Tiago ? · Fabio ? · Amilcar ? · Joao Marçal ? · Ramada ? |        | ? Aldérito Santo     | Arbitrage : Michel Bonnaud    | Arbitrage : Michel Bonnaud |

| 12 juillet 2009 | Brésil                                                                                   | 15 – 0 | Guinée-Bissau | MEO Arena, Lisbonne, Portugal  |                                |
|                 | André ? · Café ? · Valdin ? · Lukaian ? · Fernandinho ? · Cabreuva ? · Guina ? · Diece ? |        |               | Arbitrage : Francisco Parrinha | Arbitrage : Francisco Parrinha |

| 13 juillet 2009 | Portugal                                   | 3 – 0 | Guinée-Bissau | MEO Arena, Lisbonne, Portugal |                            |
|                 | Ricardo Fernandes ? · Tiago ? · Paulinho ? |       |               | Arbitrage : José Francisco    | Arbitrage : José Francisco |

| 13 juillet 2009 | Angola                                   | 8 – 0 | Sao Tomé-et-Principe | MEO Arena, Lisbonne, Portugal |                              |
|                 | Césario ? · Yuri ? · Galinha ? · Micha ? |       |                      | Arbitrage : Infamara Cassama  | Arbitrage : Infamara Cassama |

| 15 juillet 2009 | Portugal                                  | 3 – 0 | Angola | MEO Arena, Lisbonne, Portugal |                         |
|                 | Fabio Aguiar 5e · Paulinho 7e · David 10e |       |        | Arbitrage : Gean Telles       | Arbitrage : Gean Telles |
|                 | (rapport)                                 |       |        | Arbitrage : Gean Telles       | Arbitrage : Gean Telles |

| 15 juillet 2009 | Brésil                                                                                           | 9 – 2 | Sao Tomé-et-Principe      | MEO Arena, Lisbonne, Portugal |                           |
|                 | Fernandinho 18e 20e · Lukaian 29e 35e · Simi 6e · Café 17e · Cabreuva 30e · Neto 33e · André 37e |       | 10e 23e Leopoldino Cabral | Arbitrage : Pedro Fragoso     | Arbitrage : Pedro Fragoso |

| 16 juillet 2009 | Brésil                                                                   | 7 – 0 | Angola | MEO Arena, Lisbonne, Portugal |                           |
|                 | André 1re 14e · Fernandinho 2e 12e · Cabreuva 19e · Simi 15e · Diece 18e |       |        | Arbitrage : Pedro Fragoso     | Arbitrage : Pedro Fragoso |

| 16 juillet 2009 | Guinée-Bissau                                                                                     | 6 – 2 | Sao Tomé-et-Principe  | MEO Arena, Lisbonne, Portugal |                         |
|                 | Rubilson Balde 2e · Teófilo Lopes 10e · Osagayefo Sano 1re 18e · José Baldé 35e · Geres Matos 38e |       | 2e 26e Herlander Neto | Arbitrage : Gean Telles       | Arbitrage : Gean Telles |

| 17 juillet 2009 | Angola                                                            | 6 – 1 | Guinée-Bissau | MEO Arena, Lisbonne, Portugal |                         |
|                 | Mario 2e 38e · Claudio 15e · Ratinho 22e · Césario 27e · Yuri 29e |       | 7e José Baldé | Arbitrage : Gean Telles       | Arbitrage : Gean Telles |

| 17 juillet 2009 | Brésil                       | 2 – 0 | Portugal | MEO Arena, Lisbonne, Portugal  |                                |
|                 | Lukaian 5e · Fernandinho 13e |       |          | Arbitrage : Francisco Parrinha | Arbitrage : Francisco Parrinha |
|                 | (rapport)                    |       |          | Arbitrage : Francisco Parrinha | Arbitrage : Francisco Parrinha |

## Classement des buteurs
| 7 buts - Fernandinho 6 buts - André 5 buts - Lukaian 4 buts - Cabreuva - Ricardo Fernandes 3 buts - Café - David - Tiago - Fabio Aguiar - Césario - Yuri | 2 buts - Simi - Valdin - Diece - Paulinho - Fabio - Galinha - Mario - José Baldé - Osagayefo Sano - Leopoldino Cabral - Herlander Neto | 1 but - Neto - Guina - Amilcar - Joao Marça - Ramada - Micha - Claudio - Ratinho - Césario - Rubilson Balde - Teófilo Lopes - Geres Matos - Aldérito Santo |